# Davin (West Virginia)
Davin ist eine Unincorporated Community im Logan County, West Virginia, Vereinigte Staaten.
Davin liegt an der West Virginia Route 10 zwischen Mallory und Mineral City, im Tal des Huff Creek, rund 4,8 km südöstlich von Man. Davin verfügt über ein Postamt; die Postleitzahl ist 25617. Die Bevölkerungszahl betrug im Jahr 2014 683.